# Devender Kumar Khandwal
Devender Kumar Khandwal (ur. 10 lipca 1986 r.) – indyjski wioślarz, reprezentant Indii w wioślarskiej dwójce podwójnej wagi lekkiej podczas Letnich Igrzysk Olimpijskich w Pekinie.

## Osiągnięcia
- Igrzyska Olimpijskie – Pekin 2008 – dwójka podwójna wagi lekkiej – 18. miejsce[1].